# IHostage
iHostage és una pel·lícula del 2025 dirigida per Bobby Boermans i inspirada en la presa d'ostatges del 2022 en una botiga d'Amsterdam. S'ha subtitulat al català.

## Trama
L'Ilian, un búlgar que treballa a Amsterdam, es troba al lloc equivocat en el moment equivocat. Quan està a una botiga d'Apple, un home hi entra amb una pistola i l'Ilian es converteix en l'ostatge principal.

## Distribució
La pel·lícula es va estrenar a la plataforma d'estríming Netflix el 18 d'abril de 2025.